# Empfangshalle (Künstlerduo)

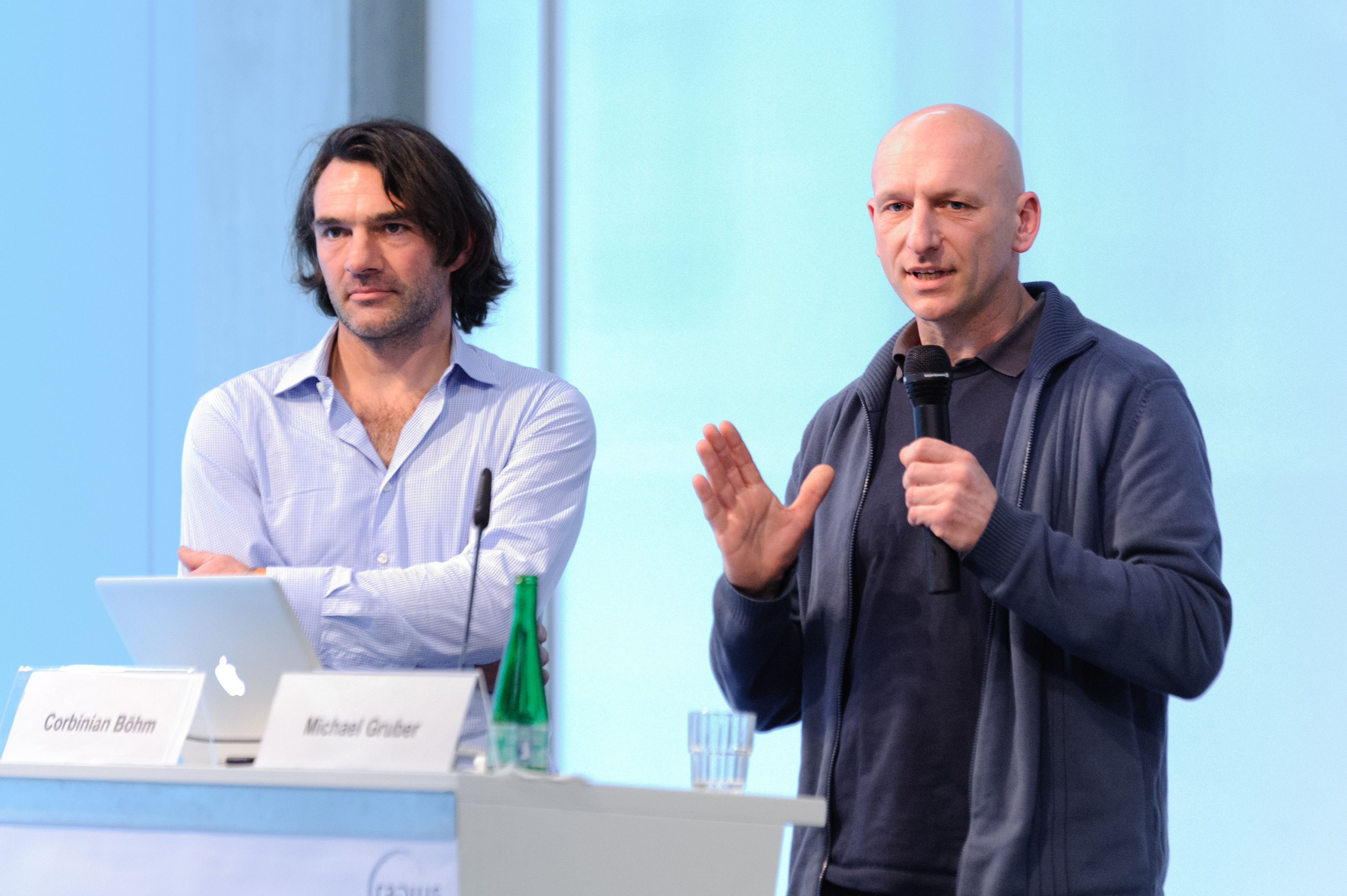
V. l. n. r.: Corbinian Böhm, Michael Gruber

Empfangshalle ist ein 2000 in München gegründetes deutsches Künstlerduo, bestehend aus Corbinian Böhm und Michael Gruber.
Das Duo macht seit 1998 Kunst mitten in der Gesellschaft und mit gesellschaftlichen Strukturen. Die konzeptuellen Arbeiten manifestieren sich in temporären Aktionen, Videoarbeiten, Fotografien oder Skulpturen. Dabei wird das Publikum als aktiver Betrachter mit in die Arbeiten eingebunden.
Ein typisches Beispiel ist die im gesamten Münchner Stadtraum 2003 verwirklichte Arbeit mit den Münchner Müllmännern „Woher Kollege Wohin Kollege“ mit QUIVID, dem Kunst-am-Bau-Programm der Stadt München und dem Abfallwirtschaftsbetrieb München.

## Ausstellungen und Projekte
Chronologische Übersicht
- 2019:

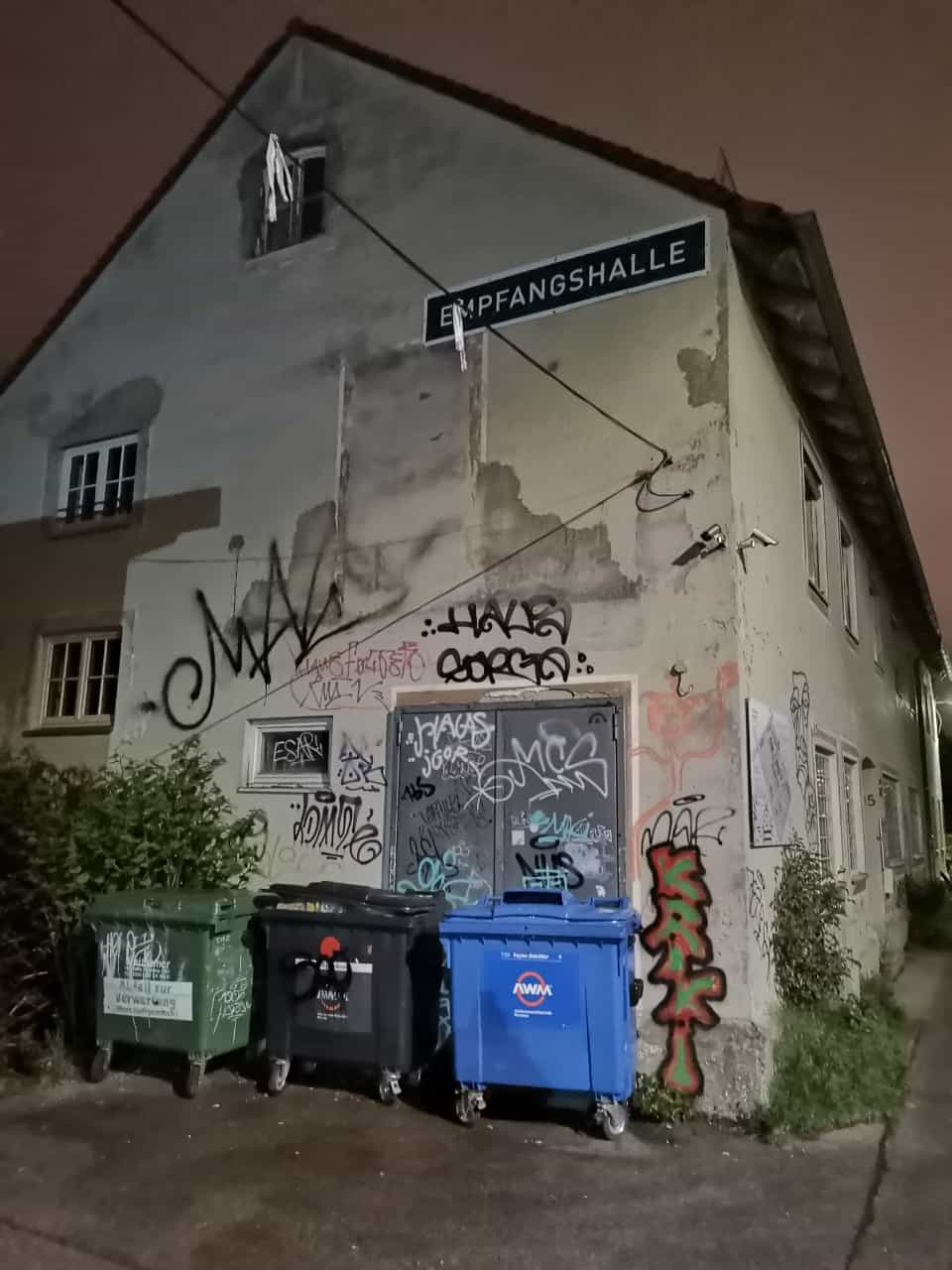
Gemeinschaftsatelier Haus 35 im Kreativquartier Dachauer Straße/Leonrodplatz, München

  - Lichtkunst, Altar, Ambo, Tabernakel und Retabel, Künstlerische Neukonzeption der gotischen Stadtpfarrkirche St. Laurentius, Mühldorf[4][5]

- 2018:
  - "Seeds of Concept", Film und Performances im öffentlichen Raum in München und Pristina, Kollaboration mit dem Künstlerinnenkollektiv Have it, im Rahmen von MultiplyCity, Landeshauptstadt München
  - "Kaleidoskop", Kunst-am-Bau-Projekt für die Kanzlei der Deutschen Botschaft in Islamabad[6]

- 2017:
  - "Wäsche", Einzelausstellung in der Galerie der Deutschen Gesellschaft für christliche Kunst und in der Kirche St. Paul, München: „Waschgang“, Raum- und Videoinstallation, "Waschende Hände", Videoinstallation - Waschstation, Deutsche Gesellschaft für christliche Kunst in Kooperation mit Kunstpastoral der Erzdiözese München und Freising
  - "Hundert Hemden", eine Kunstaktion zu Joseph Beuys, im Rahmen des DOK.fest in der Pinakothek der Moderne, München

- 2016:
  - "Gläubiger und Schuldner", Zweikanal Videoinstallation, Gruppenausstellung "Die 7 Todsünden" in der Verpackerei Gö[7]
  - "7 Kontinente", Kunst-am-Bau-Projekt für das Schulzentrum Gerastraße, München

- 2015:
  - „Goldrausch“, Mariensäule, Pasinger Marienplatz; im Rahmen des Kunstfestivals „Pasing by“

- 2014:
  - Altar und Ambo, Pfarrkirche St. Petrus, Lengdorf[8]
  - "Fuck you Zug", Film in Zusammenarbeit mit Funda Gül Özcan, konzeptuelle Gruppenausstellung KunstKulturRespekt, Galerie der Künstler, München[9]
  - „Kompromiss - Qualität Deutschland“, konzeptuelle Gruppenausstellung in der Burgstraße 68/4-a, Wien, Österreich
  - „Das große Reinemachen“, konzeptuelle Gruppenausstellung im Kunsthaus Nürnberg, Nürnberg
  - „Preview“, temporäre Gruppenausstellung der Künstler der Empfangshalle (KvB), offizielle Außenstelle der Galerie FOE 156, Oberföhring

- 2013:
  - „Hinterm Horizont“, Kunst-am-Bau-Projekt für die Justizvollzugsanstalt Heidering, Berlin[10]

- 2012:
  - „Komsomolets“, ortsspezifische Videoarbeit, International Contemporary Art Symposium ALANICA, Wladikawkas, Russland
  - „Caspar“, Hauser XII, Loft – Raum für Kunst, Ansbach
  - „arabian countdown“, temporäre Arbeit, Rotunde der Pinakothek der Moderne, München

- 2011:
  - „taggen“ am KunstKiosk, Kunst FRee, Sendlinger Tor, München[11]
  - „Isar Peak“, im Rahmen von „Transformationen“, Galerie Kampl, München

- 2010:
  - „The Benjamin Project“, Einzelausstellung, He Xiangning Art Museum, Shenzhen, China[12]

- 2009:
  - „Art on Site“, Staatliches Zentrum für Gegenwartskunst, Moskau, und Goethe-Institut, Kaliningrad, Russland[13]
  - „Beauty and the beast“, 3. Moskau Biennale, Kaliningrad, Moskau, Russland[14]
  - „Kunst zur Arbeit“, Opelvillen, Rüsselsheim[15]
  - „The Benjamin Project“, Gallery Diet, Miami, Vereinigte Staaten[12]
  - „Paradiso“, Diözesanmuseum Freising[16][17]

- 2008:
  - „Wanderarbeiter“, Videoarbeit und Performance mit Arbeitern, Shenzhen, China[18]
  - „Seaplay“, China Cup, Installation am Strand, Shenzhen, China
  - „Golden Gate“, Kunst-am-Bau-Projekt am Neuen Schulzentrum, Fürstenfeldbruck[19]
  - „3+2=4“, Deutsche Gesellschaft für christliche Kunst, München
  - „seesaw“, Atelier Dina4 Projekte, Berlin
  - „Paradoxien des Öffentlichen“, Lehmbruck-Museum, Duisburg
  - „Werkschau“, Kunsthaus Raskolnikow und öffentlicher Raum, Dresden
  - „Camp Berlin“, Berlin

- 2007:
  - „Mobile journey“, 52. Biennale di Venezia, Venedig, Italien
  - „Woher Kollege Wohin Kollege“, Internationale Foto-Triennale Esslingen
  - „urban stories“, Berlin

- 2006:
  - „Image Flux: China“, Guangzhou, China
  - „as if we were alone“, – neue Räume in der Öffentlichkeit, Barcelona, Berlin, Hongkong, Shen Zhen, Videoinstallation, Filmfest München[20], Ars Electronica, Linz, Österreich, 52. Biennale Venedig 2007[21]
  - Eröffnungsausstellung H2 – Zentrum für Gegenwartskunst, Glaspalast Augsburg

- 2005:
  - „Gei hin hol“, [gei: hi:n ho:l], Kunstprojekt mit Megaplakatflächen, München[22]
  - „Ein Kreuz für das 21. Jahrhundert“, Diözesanmuseum Freising
  - „Willkommen in Leipzig“, im Rahmen von zwischengrün, Kunstverein Leipzig[23]
  - „Hausordnung“, Videoprojekt, München[24][25]

- 2004:
  - „Schichtwechsel“, Halle 14, Leipzig[26]
  - „Aufseher Brunnen“ und „Brot und Butter“, Einzelausstellung in der Neue Galerie im Höhmannhaus, Augsburg[27][28]
  - Werkschau in der Galerie Raskolnikow, Dresden

- 2003:
  - „Woher Kollege Wohin Kollege“, Projekt über Heimat mit Müllmännern, München[29][30]
  - „Cape of Good Hope“, Kuopio, Finnland

- 2002:
  - „Auf kürzestem Weg“, Galerie der Künstler, München
  - „Auftraggeber mit Öffentlichkeit“, München
  - „Gelsenlos“ im Rahmen, Overtures, Gelsenkirchen[31]

- 2001:
  - „Bitte melde Dich...“, Brooklyn Bridge, New York City, Vereinigte Staaten[32]
  - „Qualitätswochen“, Staatliche Kunsthalle Baden-Baden
  - „Look Now“, Infoscreen der Verkehrsbetriebe München, Nürnberg und Berlin
  - „Loch“, Gemeinschaftsarbeit mit Haubitz + Zoche
  - „Kabûl Salonu“, Istanbul, Türkei

- 2000:
  - „Empfangshalle macht sich ein Bild“, Haus der Kunst (München)
  - „Himmelfahrt“, Diözesanmuseum Freising
  - „Laden und Löschen“, Artcircolo mit Literaturhaus München[33]

## Auszeichnungen
- 1999: Kunstförderpreis der Kester-Haeusler-Stiftung
- 2001: Stipendium der Erwin-und-Gisela-von-Steiner-Stiftung
- 2001: Gewinn des Wettbewerbs „Kunst am Bau“ für den geplanten Betriebshof Ost München
- 2002: Debutanten des Bundesverband Bildender Künstlerinnen und Künstler München und des Freistaates Bayern
- 2003: Kunstpreis des Landkreises Fürstenfeldbruck
- 2004: Nominierung des Films „Woher Kollege Wohin Kollege“ für den Young CIVIS media prize, Wien
- 2006: der hausderkunst preis, Haus der Kunst, München
- 2008: Stipendium der Erwin-und-Gisela-von-Steiner-Stiftung für „The Benjamin Project“
- 2017: Gebhard-Fugel-Kunstpreis, Deutsche Gesellschaft für christliche Kunst[34]
- 2018: Gewinn des Wettbewerbs „Kunst am Bau“ für den Neubau der Kanzlei der Deutschen Botschaft Islamabad